# Bavarščina
Bavarščina (bavarsko Boarisch, nemško Bairisch), tudi avstrobavarščina, je zahodnogermanski jezik govorjen na Bavarskem in v Avstriji. Pred letom 1945 je bila bavarščina razširjena tudi v delih južne Češke in zahodne Madžarske. Bavarščina tvori kontinuum bolj ali manj vzajemno razumljivih lokalnih in regionalnih različic. Njena medsebojna razumljivost s standardno nemščino je zelo omejena, vendar lahko večina njenih govorcev kodo preklopi na standardno nemščino.